# GTE Entertainment
GTE Entertainment, även GTE Interactive media, grundades 1990 i Carlsbad i Kalifornien (USA). De utvecklade interaktiva produkter och de publicerade även olika datorspel samt andra underhållande material. Företaget upphörde 1997.

## Projekt
| Titel                                   | Plattform                   | Utvecklare                       | Releasedatum |
| --------------------------------------- | --------------------------- | -------------------------------- | ------------ |
| Time Traveler Hologram                  | Arkad                       | GTE Interactive Media (för SEGA) | 1991         |
| M.C. Hammer's Soulfire                  | Sega Genesis                | Okänt                            | Ej utgivet   |
| StreetSports Jammit                     | PC, 3DO, Sega Genesis, SNES | GTE Interactive Media            | 1994         |
| FX Fighter                              | PC                          | Argonaut Games                   | 1995         |
| Rolling Stone's Voodoo Lounge           | PC                          | Second Vision                    | 1995         |
| Forrest Gump: Artists, Music, and Times | PC                          | GTE Interactive Media            | 1995         |
| NCAA Championship Basketball            | PC                          | GTE Interactive Media            | 1995         |
| Tank Girl                               | PC                          | Argonaut Games                   | Ej utgivet   |
| Dust: A Tale of the Wired West          | PC                          | Cyberflix                        | 1995         |
| Sea Legends                             | PC                          | Ocean Software                   | 31 maj 1996  |
| SkullCracker                            | PC                          | Cyberflix                        | 30 sept 1996 |
| Timelapse                               | PC                          | GTE Interactive Media            | 30 sept 1996 |
| Timelapse                               | MAC                         | GTE Interactive Media            | 1 okt 1996   |
| Titanic: Adventure Out of Time          | PC                          | Cyberflix                        | 31 okt 1996  |
| FX Fighter Turbo                        | PC                          | Argonaut Games                   | 1996         |